# Вишня, Алексей Фёдорович
Алексе́й Фёдорович Ви́шня (18 сентября 1964, Ленинград, СССР) — советский и российский музыкант, вокалист, поэт, автор песен, звукорежиссёр.

## Биография
Алексей Вишня родился в Ленинграде. Его родители с конца 1950-х до начала 1960-х работали в Латинской Америке, откуда привезли обширную коллекцию виниловых пластинок, а позже поощряли увлечение сына музыкой, покупая ему соответствующую аппаратуру. Вдохновениями у него были это The Beatles, The Rolling Stones, ELO, Sex Pistols, Talking Heads, Clash, Гэри Ньюман, Queen, Duran Duran, Том Петти, Ramones, The Police, Depeche Mode, Genesis, Дэвид Боуи, Soft Cell и Брайан Ино.
В 12 лет Вишня заинтересовался кинематографом, вследствие чего записался на курсы киномехаников и фоторепортёров в Доме техники и профориентации, параллельно посещая кружок акустики и звукозаписи, преподавателем которого весной 1980 года стал Андрей Тропилло, тут же начавший планомерно превращать кружок в настоящую студию. Тропилло взял Вишню под своё покровительство и познакомил его с Владимиром Леви («Тамбурин») и Борисом Гребенщиковым, которые преподали молодому музыканту несколько уроков игры на гитаре и позволяли самостоятельно работать в студии.
Дебютировал в качестве самостоятельного звукооператора под присмотром Андрея Тропилло на рубеже 1980-х годов в записи альбома группы «Мираж» 160-й школы (Владимир Шубарев (соло-гитара, вокал), Андрей Лобов (гитара, вокал), Александр Довгалюк (гитара, вокал), Михаил Осипов (бас-гитара), Михаил Табунов (клавишные), Алексей Белоусов (ударные).
Позже Вишня собрал собственную группу «Сантименталь», с которой в феврале 1982 года вступил в Ленинградский рок-клуб. Однако дальше репетиций на дому дело у них так и не пошло.
Вишня ассистировал Тропилло с Гребенщиковым на записи альбома «45», где познакомился с группой Кино. Когда летом 1983 года оригинальный состав группы распался, он попытался объединиться с Алексеем Рыбиным и первым барабанщиком «Кино» Олегом Валинским, но эта группа осталась только в проектах. В тот же период Вишня в одиночку вступил в Рок-клуб. Осенью того же 1983 года Вишня, используя два бытовых магнитофона, записал свой студийный дебютный альбом, названный им «Последним альбомом». Альбом имел успех в Ленинграде и Москве.
В 1984 году он устроил концерт «Аквариума» в институте им. Бонч-Бруевича, а также начал самостоятельно записывать всех знакомых музыкантов, используя для этого собственную квартиру на Охте, назвав эту студию «Яншива Шела» («Алёша Вишня», наоборот). Подобно Тропилло, Вишня записывал альбомы абсолютно бесплатно.
Осенью 1984 года свет увидела первая работа, спродюсированная непосредственно Вишней — альбом «Балет» группы «Кофе».
В первой половине 1985 года Вишня записал два акустических альбома: «Третью Столицу» Александра Башлачёва (запись организовал Сергей Фирсов) и «Инородное тело» группы «Акустическая комиссия», студийного дуэта, в состав которого входили участники «Аквариума» Вячеслав Егоров и Всеволод Гаккель. Той же осенью Вишней были записаны альбомы «Кино» «Это не любовь» (1985), группы «Кофе» «Баланс» (1986), «Объект насмешек» «Смеётся ОН — он смеётся последним» (1986), «АВИА» «Жизнь и творчество композитора Зудова» (1986) и «Тест» «Не прощу» (1987). Кроме того, в 1986 году он начал работу над ещё одним альбомом «Кино» — «Любовь — это не шутка», фрагменты которого позднее появились в сборнике «Неизвестные песни Виктора Цоя» (сам альбом был выпущен только в 2020 году), а также записал акустический дуэт Константина Кинчева и Юрия Наумова, до сих пор не изданный. В 1986 году вместе с Андреем Тропилло отвечал за продюсирование альбома группы «Ноль» — «Музыка драчёвых напильников». Наездами он бывал в Москве и даже дал там пару концертов, причём один вместе с лидером «Звуков Му» Петром Мамоновым.
Во второй половине 1980-х Вишня регулярно появлялся на сцене в программах «Поп-механики» Сергея Курехина, а также стал звукорежиссёром его альбома «Введение в Поп-механику» (1987). В том же году началось сотрудничество Вишни с группой «Мифы»; он спродюсировал два их альбома, «Мифология» (1987) и «Бей, колокол!» (1989), а также ездил с группой на гастроли. В 1988 году, гастролируя с группой по Сибири, Вишня, заменяя отсутствовавшего по каким-то причинам исполнителя, вышел на сцену стадиона, спев только что сочиненную песню «Я — червяк» и сорвал аплодисменты. Успех подвигнул его продолжить сценическую карьеру, и на протяжении двух следующих лет он регулярно гастролировал по стране с получасовой программой, выступал на кинофестивале в Киеве и даже разогревал публику на концертах «Ласкового мая».
В июле 1987 года Вишня записал свой второй полнометражный студийный альбом «Сердце». В начале 1988 Вишня записал «Непреступную забывчивость», совместный альбом с экс-лидером «ДК» Сергеем Жариковым. Альбом вошёл в книгу «100 магнитоальбомов советского рока» А. Кушнира. В большинстве песен данного альбома звучит именно голос Вишни (контртенор), в результате чего Вишня приобрёл статус неофициального участника группы «ДК». Чуть позже он свёл материал альбома «Кино» «Группа крови» (1988), а также закончил свою последнюю в 1980-х продюсерскую работу, альбом «Кто здесь?» группы «Петля Нестерова». На вырученные от концертов деньги он записал на студии Дворца молодёжи свой третий альбом «Танцы на битом стекле», в 1990 изданный ленинградской «Мелодией».
В 1992 году Вишня записал альбом «Иллюзии». Помимо песен самого Вишни, в «Иллюзии» вошла его интерпретация хита «Аквариума» «-30». Альбом был издан на пластинке (1993), но, по стечению обстоятельств, значительная часть тиража пластинки погибла. В то же время Вишня с переменным успехом сочинял музыку для популярных телевизионных артистов (его песня «За пиво́м», например, стала известна в исполнении кабаре-дуэта «Академия»). С 1994 по 1996 годы он сотрудничал с театром ЛЭМ. Плодами этого альянса стали для него неизданный саундтрек к спектаклю «Кровавый щелкунчик» (1996). Та же ситуация повторилась с очередным альбомом Вишни «Сон моряка» (1998).
30 июля 1999 года Вишня был сбит автомобилем и в тяжёлом состоянии очутился в больнице, откуда вышел только осенью.
К 52-летию Виктора Цоя российский лейбл Moroz Records выпустил сингл под названием «Вишнёвое Кино». Релиз включает в себя три песни оригинальной группы «Кино» в исполнении Алексея Вишни: «Время есть, а денег нет», «Камчатка» и «Это не любовь». В это же время шла подготовка полнометражного альбома, который планировался издаться к осени 2014 года. Как известно, Виктор Цой родился 21 июня 1962 года.
В апреле 2015 года, когда у отца Виктора Цоя обнаружилось раковое заболевание, его прооперировали израильские врачи. Но возникла проблема с финансированием дальнейшего лечения. Стартовала кампания по сбору необходимых денежных средств. Андрей Тропилло заявил, что он и Алексей Вишня готовы отсудить деньги у фирмы Moroz Records, которая, по их словам, незаконно присвоила авторские права на творчество группы «Кино». В случае успешного разрешения дела в суде истцы намерены отдать свой авторский гонорар на лечение Роберта Максимовича Цоя.
Алексей утверждает, что Александр Цой на самом деле может быть сыном Александра Аксёнова, а не Виктора Цоя.
Активно сотрудничает со звукозаписывающим лейблом «Maschina Records», помогая им в оригинальном переиздании собственных альбомов, а также альбомов «Кино», «Кофе», «Петли Нестерова» и др.
5 апреля 2024 года специалисты Московского центра наркологии обнаружили пропаганду и рекламу наркотических средств в творчестве Алексея Вишни. Невский районный суд Петербурга оштрафовал музыканта  на пять тысяч рублей по статье о «пропаганде наркотиков в интернете». 
Сейчас Алексей иногда даёт концерты и живёт счастливой жизнью.

## Дискография

### Сольные релизы
- 1984 — Последний альбом (в 1983 году был записан первый вариант альбома, не получивший широкого хождения)
- 1987 — Сердце
- 1989 — Танцы на битом стекле
- 1992 — Иллюзии
- 1994 — Сон моряка
- 2000 — Алексей Вишня feat. Irie
- 2003 — Виагра для Путина (проект Полит. Техно)
- 2003 — Политтехно[1]
- 2004 — Миллион против
- 2004 — Перезагрузка
- 2014 — Вишнёвое кино (мини-альбом; песни группы «Кино», исполненные Алексеем Вишней)
- 2020 — Лодка (сингл)
- 2024 — За пивом (сингл)
- 2025 — Танцы на битом стекле (feat. Александр Есин) (сингл)

### В составе «ДК»
- 1988 — Непреступная забывчивость

### С Сергеем Соколинским
- 2013 — Пара нормальных явлений

### Как звукорежиссёр
С Андреем Пановым
- 1983 — Надристать!

С Александром Башлачёвым
- 1985 — Третья Столица

С группой Кино
- 1983 — 46
- 1985 — Это не любовь
- 1986 — Любовь — это не шутка (издан в 2020 году)
- 1988 — Группа крови

С группой Кофе
- 1984 — Балет
- 1986 — Баланс

С группой Акустическая Комиссия
- 1985 — Инородное тело

С группой АВИА
- 1986 — Жизнь и творчество композитора Зудова

С группой Объект Насмешек
- 1986 — Смеётся ОН — ОН смеётся последним

С группой Мифы
- 1987 — Мифология
- 1988 — Мэдисон-стрит (миньон)
- 1989 — Бей, Колокол!!!

С группой Петля Нестерова
- 1989 — Кто здесь?

С группой Тест
- 1988 — Лабиринт
- 1989 — Не прощу
- 1990 — Я с тобой

## Фильмография
- 1987 — Взломщик — камео
- 1989 — Музыкальные игры — Иванушка
- 2014 — В активном поиске — Вадик